# AfterStep

AfterStep es un gestor de ventanas desarrollado para proveer flexibilidad en la configuración del escritorio, mejorando la estética y la eficiencia en el uso de recursos del sistema.
Originalmente derivo de un FVWM modificado para usarse en NeXTSTEP, un sistema operativo multitarea de NeXT Computer para ordenadores NeXT (informalmente conocido como Black Boxes), que debido a su ciclo de desarrollo inicial se apartó de los objetivos primarios.
AfterStep incluye diversos módulos tales como:
- Pager: Herramienta visual para administrar y reciclar múltiples escritorios.

- WinList: Una barra de tareas que muestra las aplicaciones activas.

- Wharf: Herramienta usada para administrar Applets/Dockapps así como lanzadores de aplicación.

- Datos: Q388890
- Multimedia: AfterStep / Q388890